# The Life of a Showgirl
The Life of a Showgirl este al doisprezecelea album al cântăreței și compozitoarei americane Taylor Swift. Urmează să fie lansat pe 3 octombrie 2025 prin Republic Records. Swift a creat albumul în timpul turneului The Eras Tour, acesta conținând 12 piese.